# Gok-Turkijci
Gökturkijci, Gok Turkijci ili Kök Türkijci,  (staroturkijski jezik:  Türük or   Kök Türük or  Türük; Nebeski Turkijci; mongolski: Хөх Түрэг) je bila nomadska konfederacija naroda u Unutarnjoj Aziji u ranom srednjem vijeku. U kineskim izvorima se taj enitet navodi po imenom 突厥 (suvremeni kineski: Pinyin: Tūjué, Wade-Giles: T'u-chüeh, srednjokineski (Guangyun): dʰuət-kĭwɐt).  Gok Turkijci su svoju državu stvorili pod Bumin Qaghanom 552. srušivši Rouran kao slavnu silu regije te preuzevši kontrolu nad unosnom trgovinom preko Puta svile.
Ta je država s vremenom preuzela vlast nad brojnim stepskim narodima Centralne Azije, i osvojila značajne teritorije. Dinastijski sukobi su, međutim, doveli do njenog raspada na Zapadni i Istočni Turkijski Kaganat. Potonji je oko 630. pao pod dominaciju kineske dinastije Tang; oko 681. je obnovljen, ali je nekoliko desetljeća kasnije poražen od Ujgura koji su stvorili Ujgurski Kaganat. 